# Izba Historii Skierniewic
Izba Historii Skierniewic – muzeum skierniewickie które gromadzi pamiątki dziedzictwa kulturowego i historycznego miasta Skierniewic.
W Izbie prezentowane są pamiątki ilustrujące dzieje miasta, począwszy od pierwszej wzmianki z 1359 r., kiedy to w swym dworze w Skierniewicach arcybiskup Jarosław z Bogorii i Skotnik przyjmował księcia Ziemowita III.
W izbie można zobaczyć zbiory biblioteczne obejmujące wydawnictwa, prasę lokalną z okresu międzywojennego oraz archiwalne numery gazet lokalnych miasta Skierniewic i okolic.
Budynkiem Izby Historii Skierniewic jest Dworek Modrzewiowy, w którym mieszkała Konstancja Gładkowka, młodzieńcza miłość Fryderyka Chopina. Izbę Historii Skierniewic otworzono 19 lutego 1987 r. Inicjatorem powstania Izby było Towarzystwo Przyjaciół Skierniewic.